# Giugliano Calcio 1928 2024-2025
Questa voce raccoglie le informazioni riguardanti il Giugliano Calcio 1928 nelle competizioni ufficiali della stagione 2024-2025.

## Stagione
Dopo l'ottavo posto ottenuto nella stagione 2023-2024, il club milita per la terza volta consecutiva in serie C, terza divisione calcistica italiana. 
Ritiratosi dal calcio giocato al termine dell'annata precedente, Gennaro Scognamiglio è annunciato come Direttore dell'Area Tecnica, mentre Domenico Fracchiolla assume l'incarico di Direttore Sportivo. Valerio Bertotto è, invece, confermato alla guida della squadra.
Al termine del campionato riescono ad ottenere per il secondo anno consecutivo l'accesso ai playoff.

## Sponsor e maglie
Lo sponsor tecnico è Legea. Gli sponsor ufficiali sono Renato Mazzamauro e C. S.r.l., Mazzamauro Group S.r.l. e Mazzamauro International S.r.l..
| Casa | Trasferta | 3ª divisa |

Per i portieri sono disponibili alcune varianti.
| 1ª portiere | 2ª portiere |

## Organigramma societario
Area direttiva
- Presidente: Elena Annunziata Mazzamauro
- Presidente onorario: Alfonso Mazzamauro e Ciro Mazzamauro
- Vice presidente: Renato Mazzamauro
- Direttore generale: Ciro Sarno

Area organizzativa
- Responsabile Amministrativo: Antimo Di Lorenzo
- Segretario generale: Luca Espinosa
- Addetto Sicurezza: Umberto Tardocchi
- Tesoriere: Lello Guarino
- Responsabile Magazzino: Mario Perrotta
- Magazziniere: Patrizio Perrotta

Area comunicazione
- Responsabile Comunicazione e Social Media Manager: Francesco Falzarano
- Supporter Liaison Officer (SLO): Roberto Nocerino
- Content Creator: Pierpaolo Milone
- Fotografo: Gino Conte

Area marketing
- Responsabile marketing: Crescenzo Cacciapuoti
- Addetto marketing: Giovanni Piccirillo

Area tecnica
- Direttore Area Tecnica: Gennaro Scognamiglio
- Direttore Sportivo: Domenico Fracchiolla
- Allenatore: Valerio Bertotto
- Allenatore in seconda: Claudio Bazeu
- Team manager: Giovanni Piccirillo
- Preparatori atletici: Luca Tulino, Luigi Garofalo
- Preparatore dei portieri: Carmine Tortora

Area medica
- Responsabile sanitario: dott. Diego Campolongo
- Fisioterapista: Emiliano Contrada
- Biologo nutrizionista: Gaetano Iacolare
- Massaggiatori: Davide Di Biase, Giovanni Russo

## Rosa
| N. |                    | Ruolo | Calciatore                 |
| -- | ------------------ | ----- | -------------------------- |
| 1  | Italia (bandiera)  | P     | Danilo Russo               |
| 2  | Italia (bandiera)  | D     | Antonio Scaravilli         |
| 3  | Nigeria (bandiera) | D     | Sulaiman Oyewale           |
| 4  | Italia (bandiera)  | C     | Christian Acella           |
| 5  | Italia (bandiera)  | C     | Francesco Vallarelli       |
| 6  | Italia (bandiera)  | C     | Enrico Celeghin            |
| 7  | Italia (bandiera)  | C     | Antonio Romano             |
| 8  | Italia (bandiera)  | C     | Roberto De Rosa (capitano) |
| 9  | Italia (bandiera)  | A     | Andrea De Paoli            |
| 10 | Italia (bandiera)  | A     | Flavio Ciuferri            |
| 10 | Italia (bandiera)  | A     | Ferdinando Del Sole        |
| 11 | Camerun (bandiera) | A     | Moussadja Njambè           |
| 14 | Italia (bandiera)  | A     | Cristian Padula            |
| 15 | Italia (bandiera)  | D     | Daniele Solcia             |
| 16 | Italia (bandiera)  | P     | Matteo Esposito            |
| 17 | Italia (bandiera)  | C     | Carmine Giorgione          |
| 18 | Italia (bandiera)  | A     | Michele Masala             |
| 19 | Italia (bandiera)  | C     | Marco Genovese             |
| 20 | Italia (bandiera)  | A     | Tobia Cuciniello           |
| 21 | Italia (bandiera)  | D     | Francesco De Francesco     |
| 23 | Italia (bandiera)  | D     | Alessandro Minelli         |

| N. |                     | Ruolo | Calciatore           |
| -- | ------------------- | ----- | -------------------- |
| 24 | Italia (bandiera)   | D     | Marco Caldore        |
| 30 | Italia (bandiera)   | P     | Joyce Anacoura       |
| 32 | Spagna (bandiera)   | A     | Ibourahima Baldé     |
| 33 | Italia (bandiera)   | D     | Salvatore La Vardera |
| 34 | Italia (bandiera)   | C     | Sergio Maselli       |
| 37 | Italia (bandiera)   | D     | Davide Acampa        |
| 44 | Italia (bandiera)   | C     | Luciano Peluso       |
| 45 | Albania (bandiera)  | D     | Ardit Nuredini       |
| 70 | Italia (bandiera)   | A     | Giuseppe D'Agostino  |
| 71 | Italia (bandiera)   | P     | Davide Barosi        |
| 72 | Italia (bandiera)   | A     | Gennaro Esposito     |
| 77 | Italia (bandiera)   | D     | Andrea Valdesi       |
| 80 | Slovenia (bandiera) | C     | Elian Demirovic      |
| 83 | Grecia (bandiera)   | D     | Fialbi Lleshi        |
|    | Italia (bandiera)   | P     | Nicola Pellino       |
|    | Italia (bandiera)   | D     | Alessio Mazzone      |
|    | Italia (bandiera)   | C     | Luca Berardocco      |
|    | Italia (bandiera)   | C     | Valerio Labriola     |
|    | Italia (bandiera)   | A     | Carmine De Sena      |
|    | Senegal (bandiera)  | A     | Abou Diop            |

## Calciomercato

### Sessione estiva(dall'1/7 all'1/9)
| Acquisti | Acquisti               | Acquisti            | Acquisti              |
| R.       | Nome                   | da                  | Modalità              |
| -------- | ---------------------- | ------------------- | --------------------- |
| P        | Giulio Antonini        | Trapani             | fine prestito         |
| P        | Davide Barosi          | Ascoli              | prestito              |
| P        | Matteo Esposito        | Juve Stabia         | definitivo            |
| P        | Nicola Pellino         | Napoli Primavera    | definitivo (gratuito) |
| D        | Riccardo Cargnelutti   | Monopoli            | definitivo            |
| D        | Francesco De Francesco | Ischia              | fine prestito         |
| D        | Salvatore La Vardera   | Cosenza             | definitivo            |
| D        | Fialbi Lleshi          | Matese              | definitivo (gratuito) |
| D        | Alessio Mazzone        | Napoli Primavera    | definitivo (gratuito) |
| D        | Gianmarco Mesisca      | United Riccione     | fine prestito         |
| D        | Alessandro Minelli     | Juventus Next Gen   | definitivo            |
| D        | Ardit Nuredini         | Udinese Primavera   | definitivo            |
| D        | Antonio Scaravilli     | Genoa Primavera     | definitivo            |
| D        | Andrea Valdesi         | Juventus Next Gen   | definitivo            |
| C        | Christian Acella       | Cremonese           | prestito              |
| C        | Enrico Celeghin        | Triestina           | definitivo            |
| C        | Valerio Labriola       | Brindisi            | fine prestito         |
| C        | Giacomo Mancini        | San Marzano         | fine prestito         |
| C        | Luciano Peluso         | Napoli Primavera    | definitivo (gratuito) |
| C        | Vasilios Vogiatzis     | Ancona              | fine prestito         |
| A        | Gabriele Bernardotto   | Gubbio              | fine prestito         |
| A        | Tobia Cuciniello       | Perugia Primavera   | definitivo (gratuito) |
| A        | Giuseppe D'Agostino    | Napoli              | prestito              |
| A        | Andrea De Paoli        | Monopoli            | definitivo            |
| A        | Gennaro Esposito       | Giugliano Giovanili | definitivo            |
| A        | Michele Masala         | Pescara             | definitivo            |
| A        | Moussadja Njambè       | Pineto              | definitivo (gratuito) |
| A        | Cristian Padula        | Torino Primavera    | prestito              |
| A        | Lorenzo Sorrentino     | Fermana             | fine prestito         |

| Cessioni | Cessioni             | Cessioni            | Cessioni              |
| R.       | Nome                 | a                   | Modalità              |
| -------- | -------------------- | ------------------- | --------------------- |
| P        | Giulio Antonini      | Follonica Gavorrano | definitivo (gratuito) |
| P        | Gabriele Baldi       | Cosenza             | definitivo            |
| P        | Nicola Pellino       | Nola                | definitivo (gratuito) |
| P        | Aniello Scognamiglio |                     | svincolato            |
| D        | Benedetto Barba      | Cavese              | definitivo            |
| D        | Aniello Boccia       | Paganese            | definitivo (gratuito) |
| D        | Riccardo Cargnelutti | Monopoli            | fine prestito         |
| D        | Riccardo Cargnelutti | Crotone             | definitivo            |
| D        | Damiano Menna        | Ascoli              | definitivo            |
| D        | Gianmarco Mesisca    | Notaresco           | definitivo (gratuito) |
| D        | Giovanni Salerno     |                     | svincolato            |
| D        | Gennaro Scognamiglio |                     | fine carriera         |
| D        | Andrea Valdesi       | Juventus Next Gen   | fine prestito         |
| D        | Moustapha Yabre      | Monopoli            | definitivo            |
| D        | Walter Zullo         |                     | svincolato            |
| C        | Gladestony           | Fidelis Andria      | definitivo (gratuito) |
| C        | Giacomo Mancini      | Foligno             | prestito              |
| C        | Genny Rondinella     | Angri               | definitivo (gratuito) |
| C        | Vasilios Vogiatzis   | Angri               | definitivo (gratuito) |
| A        | Gabriele Bernardotto | Team Altamura       | definitivo            |
| A        | Carmine De Sena      | Monopoli            | definitivo            |
| A        | Flavio Di Dio        | Juve Stabia         | definitivo (gratuito) |
| A        | Abou Diop            | Cavese              | definitivo            |
| A        | Massimo Grasso       |                     | svincolato            |
| A        | Enrico Oviszach      | Crotone             | fine prestito         |
| A        | Vincenzo Perdonò     | Imperia             | definitivo (gratuito) |
| A        | Francesco Salvemini  | Audace Cerignola    | definitivo            |
| A        | Lorenzo Sorrentino   | Pianese             | definitivo (gratuito) |

### Operazioni esterne alle finestre di calciomercato
| Acquisti | Acquisti | Acquisti | Acquisti |
| R.       | Nome     | da       | Modalità |
| -------- | -------- | -------- | -------- |

| Cessioni | Cessioni         | Cessioni | Cessioni              |
| R.       | Nome             | a        | Modalità              |
| -------- | ---------------- | -------- | --------------------- |
| D        | Alessio Mazzone  | Caratese | definitivo            |
| C        | Luca Berardocco  | Matera   | definitivo (gratuito) |
| C        | Valerio Labriola | Sarnese  | definitivo            |

### Sessione invernale(dal 2/1 al 1/2)
| Acquisti | Acquisti             | Acquisti            | Acquisti              |
| R.       | Nome                 | da                  | Modalità              |
| -------- | -------------------- | ------------------- | --------------------- |
| P        | Joyce Anacoura       | Sestri Levante      | definitivo            |
| D        | Davide Acampa        | Team Altamura       | definitivo            |
| C        | Elian Demirovic      | Juve Stabia         | prestito              |
| C        | Marco Genovese       | Sampdoria Primavera | definitivo            |
| C        | Francesco Vallarelli | Empoli              | prestito              |
| A        | Ferdinando Del Sole  | Pineto              | definitivo (gratuito) |

| Cessioni | Cessioni         | Cessioni   | Cessioni      |
| R.       | Nome             | a          | Modalità      |
| -------- | ---------------- | ---------- | ------------- |
| C        | Christian Acella | Cremonese  | fine prestito |
| C        | Sergio Maselli   | AZ Picerno | definitivo    |
| A        | Flavio Ciuferri  | Trapani    | definitivo    |

## Risultati

### Serie C

#### Girone di andata
| Arbitro: | Gemelli (Messina) |

|                   |           |  |
| Romano 30’ (rig.) | Marcatori |  |

| Arbitro: | Djurdjevic (Trieste) |

|            |           |              |
| Sounas 60’ | Marcatori | 42’ Ciuferri |

| Giugliano in Campania 8 settembre 2024, ore 20:45 CEST 3ª giornata | Giugliano         | 0 – 0 referto | Cavese | Stadio Alberto De Cristofaro (1112 spett.)\| Arbitro: \| Baratta (Rossano) \| |
| Arbitro:                                                           | Baratta (Rossano) |               |        |                                                                               |

| Arbitro: | Giaquinto (Parma) |

|                                      |           |            |
| Salvemini 55’ Jallow 67’ Tascone 81’ | Marcatori | 22’ Njambè |

| Arbitro: | Mastrodomenico (Matera) |

|                                    |           |                               |
| Giorgione 34’ Njambè 57’ Baldé 81’ | Marcatori | 52’ Verna 86’ (rig.) Montalto |

| Arbitro: | Mucera (Palermo) |

|              |           |                |
| Murano 45+1’ | Marcatori | 7’ 36’ De Rosa |

| Arbitro: | Lovison (Padova) |

|                        |           |                                  |
| De Paoli 18’ Baldé 51’ | Marcatori | 41’ 90+1’ Leonetti 90+3’ D'Amico |

| Arbitro: | Poli (Verona) |

|  |           |             |
|  | Marcatori | 82’ De Rosa |

| Arbitro: | Leone (Barletta) |

|           |           |  |
| Baldé 11’ | Marcatori |  |

| Arbitro: | Ramondino (Palermo) |

|                              |           |  |
| Pugliese 4’ Onofrietti 90+2’ | Marcatori |  |

| Arbitro: | Madonia (Palermo) |

|            |           |                                      |
| Padula 14’ | Marcatori | 6’ Tumminello 29’ Silva 31’ Oviszach |

| Arbitro: | Di Francesco (Ostia Lido) |

|                 |           |                                   |
| Bernardotto 38’ | Marcatori | 2’ Giorgione 23’ Njambè 79’ Baldé |

| Arbitro: | Allegretta (Molfetta) |

|                       |           |             |
| Minelli 25’ Baldé 88’ | Marcatori | 49’ Lescano |

| Arbitro: | Vingo (Pisa) |

|                       |           |  |
| Petrungaro 37’ (rig.) | Marcatori |  |

| Arbitro: | Sfira (Pordenone) |

|                   |           |                  |
| Njambè 44’ (rig.) | Marcatori | 50’ 75’ Caturano |

| Arbitro: | Di Cicco (Lanciano) |

|            |           |                  |
| Damian 22’ | Marcatori | 90+2’ D'Agostino |

| Arbitro: | Zago (Conegliano) |

|                                       |           |  |
| Cuccurullo 13’ Di Somma 17’ Musso 84’ | Marcatori |  |

| Arbitro: | Mucera (Palermo) |

|                |           |                           |
| Ciuferri 90+4’ | Marcatori | 20’ Grandolfo 53’ Bruschi |

| Arbitro: | Ubaldi (Roma 1) |

|  |           |              |
|  | Marcatori | 72’ Celeghin |

#### Girone di ritorno
| Arbitro: | Ancora (Roma 1) |

|  |           |                          |
|  | Marcatori | 78’ Giorgione 80’ Masala |

| Arbitro: | Di Reda (Molfetta) |

|            |           |            |
| Masala 89’ | Marcatori | 53’ Sounas |

| Arbitro: | Manedo Mazzoni (Prato) |

|               |           |  |
| Sorrentino 7’ | Marcatori |  |

| Arbitro: | Andreano (Prato) |

|                   |           |                                   |
| Padula 24’ (rig.) | Marcatori | 17’ Paolucci 52’ Coccia 85’ Volpe |

| Arbitro: | Vergaro (Bari) |

|                                  |           |              |
| Guglielmotti 8’, 14’ Lunetta 86’ | Marcatori | 33’ Del Sole |

| Arbitro: | Gasperotti (Rovereto) |

|                      |           |              |
| De Rosa 18’ Nepi 75’ | Marcatori | 67’ Emmausso |

| Arbitro: | Gemelli (Messina) |

|  |           |            |
|  | Marcatori | 44’ Peluso |

| Arbitro: | Picardi (Viareggio) |

|                                                            |           |                            |
| Padula 12’ Del Sole 43’ Peluso 60’ D’Agostino 74’ Nepi 90’ | Marcatori | 77’ Petermann 90+3’ Berman |

| Biella 22 febbraio 2025, ore 17:30 CET 28ª giornata | Juventus Next Gen  | 0 – 0 referto | Giugliano | Stadio Alessandro La Marmora - Vittorio Pozzo (379 spett.)\| Arbitro: \| Silvestri[11] (Roma 1) \| |
| Arbitro:                                            | Silvestri (Roma 1) |               |           | |

| Arbitro: | Cappai (Cagliari) |

|                                      |           |          |
| Demirović 4’ D'Agostino 10’ Nepi 14’ | Marcatori | 62’ Boli |

| Arbitro: | Gavini (Aprilia) |

|                               |           |                     |
| Gómez 1’, 17’ Cargnelutti 88’ | Marcatori | 28’ Padula 62’ Nepi |

| Arbitro: | Cerbasi (Arezzo) |

|  |           |                                    |
|  | Marcatori | 20’ (autogol) De Rosa 64’ Esposito |

| Arbitro: | Di Reda (Molfetta) |

|                |           |                       |
| Anatriello 42’ | Marcatori | 35’ Del Sole 55’ Nepi |

| Arbitro: | Pezzopane (L’Aquila) |

|                          |           |                                    |
| Del Sole 19’ Minelli 77’ | Marcatori | 51’ Luciani 85’ Gyamfi 90+3’ Crimi |

| Arbitro: | Aldi (Lanciano) |

|                                                                |           |                                                    |
| Novella 12’ Caturano 25’ (rig.) Schimmenti 74’ L. Mazzeo 90+8’ | Marcatori | 27’, 55’ (rig.) Del Sole 36’ D'Agostino 90’ Njambè |

| Arbitro: | Drigo (Portogruaro) |

|            |           |                   |
| Bunino 11’ | Marcatori | 28’ (rig.) Njambè |

| Arbitro: | Gianquinto (Parma) |

|                                                            |           |  |
| Caldore 38’ Oyewale 41’ Del Sole 76’ Padula 80’ Njambè 90’ | Marcatori |  |

| Arbitro: | Burlando (Genova) |

|                                    |           |                        |
| Calvano 18’ Bruschi 20’ Yeboah 22’ | Marcatori | 26’ Baldè 76’ Del Sole |

| Arbitro: | Gavini (Aprilia) |

|          |           |                          |
| Nepi 85’ | Marcatori | 19’ Capellini 74’ Pinato |

### Serie C (Play-off)
Fase preliminare
| Arbitro: | Ubaldi (Roma) |

|                                    |           |                        |
| Inglese 9’, 60’ (rig.) Ierardi 50’ | Marcatori | 45+2’ De Rosa 79’ Nepi |

### Coppa Italia Serie C

#### Turni eliminatori
| Arbitro: | Catanzaro (Catanzaro) |

|                                                     |           |              |
| Njambè 30’ Masala 101’ Padula 105+1’ Salvemini 107’ | Marcatori | 50’ Prezioso |

| Arbitro: | Di Cicco (Lanciano) |

|                      |                      |                                |
| Galletta 69’         | Marcatori            | 37’ Padula                     |
| Damian Gatti Falasca | Tiri di rigore 1 – 4 | Valdesi Celeghin Romano Acella |

#### Fase finale
| Arbitro: | Gavini (Aprilia) |

|                          |           |                                            |
| Giorgione 4’ Maselli 90’ | Marcatori | 46’ Russo 48’ Armellino 72’ Gori 75’ Redan |

## Giovanili

### Organigramma
- Responsabile Settore Giovanile: Nando Salvati

Primavera
- Allenatore: Salvatore Matrecano

#### Giovanili
Under 17
- Allenatore: Antonio Borrelli

Under 16
- Allenatore: Ciro Serra

Under 15
- Allenatore: Nicola Mora

Under 14
- Allenatore: Stefano Morrone

### Piazzamenti

#### Primavera
- Campionato: Girone B: 7º posto[13]

#### Under-17
- Campionato: Girone D: 7º posto[14]

#### Under-16
- Campionato: Girone C: 12º posto[15]

#### Under-15
- Campionato: Girone C: 10º posto

#### Under 14 Elìte Regionali
- Campionato: